# 平原憲道
平原 憲道（ひらはら のりみち）は立命館アジア太平洋大学国際経営学部准教授、国立マラヤ大学医学部客員教授、有限会社RDシステムズジャパン代表取締役会長。大阪府生まれ。
学者としての現在の専門は、企業イノベーション促進やグローバル人材育成を含む組織開発。加えて、認知科学、データサイエンス、医療ビッグデータ、デジタルヘルス、ポジティブ心理学、マインドフルネス瞑想、仏教心理学など、専門性の守備範囲が広いことで知られる。「『イノベーションとウェルビーイング』を両立させる組織開発」を、経営学だけでなく心理科学の専門性でグローバルに説明できる研究者・実践者である。
その広範囲に渡る専門性を活かした社会活動も多く、代表的なものには、2017年春に当時の自宅を開放して始めたコミュニティ活動「おとなの寺子屋」や、同じく2017年秋から続く大谷愚烟（旧名 大谷光輪）門主との「仏教と科学のサロン」などがある。

## 学歴
- 2011年　東京工業大学大学院社会理工学研究科人間行動システム専攻博士課程修了 博士（学術）
- 2007年　東京工業大学大学院社会理工学研究科人間行動システム専攻 修士課程修了 修士（学術）
- 1997年　University of California, Berkeley Psychology 卒業 B.A.
- 1995年　Northwest College Psychology 卒業 A.B.A.

## 職歴
- 2025年 - 現在　国立マラヤ大学（マレーシア） 医学部 デジタル医療ユニット 客員教授
- 2024年 - 現在　立命館アジア太平洋大学 国際経営学部 准教授
- 2021 - 2024年　国立マラヤ大学（マレーシア）医学部 デジタル医療ユニット 准教授
- 2021 - 2026年　静岡社会健康医学大学院大学 非常勤講師（健康・医療ビッグデータ概論）
- 2015 - 2022年　東京大学 大学院医学系研究科 訪問研究員
- 2015 - 2020年　慶應義塾大学 医学部 医療政策・管理学教室 助教
- 2013 - 2015年　東京大学 大学院 医学系研究科 特任研究員
- 2012 - 2020年　亀田医療大学 看護学部 非常勤講師（発達心理学）
- 2010 - 2015年　武蔵野大学 仏教文化研究所 大学等非常勤研究員
- 2006 - 2010年　株式会社メディエイド 社外取締役
- 2009年　シェフィールド大学（英国）医学部 総合診療研究ユニット 訪問研究員
- 1998年 - 現在　有限会社RDシステムズジャパン 創業会長[12]
- 1996 - 1997年　カリフォルニア大学バークレー校心理学部 メラーズ意思決定科学ラボ 非常勤研究員

## 著作
1. 2016年　「患者中心」で成功する病院大改造（共著； 医学書院）ISBN-13: 978-4260012423
2. 2005年　患者と減らそう医療ミス 患者は安全パートナー（共著; エルゼビア・ジャパン）ISBN-13: 978-4860348519
3. 2001年　みんなのこんな病院あったらいいなが実現する本: 患者スタッフ病院地域 満足創造、不満解消に活かす関係づくりの作法（共著; 日総研出版）ISBN-13: 978-4890145676